# يوم الانتقال

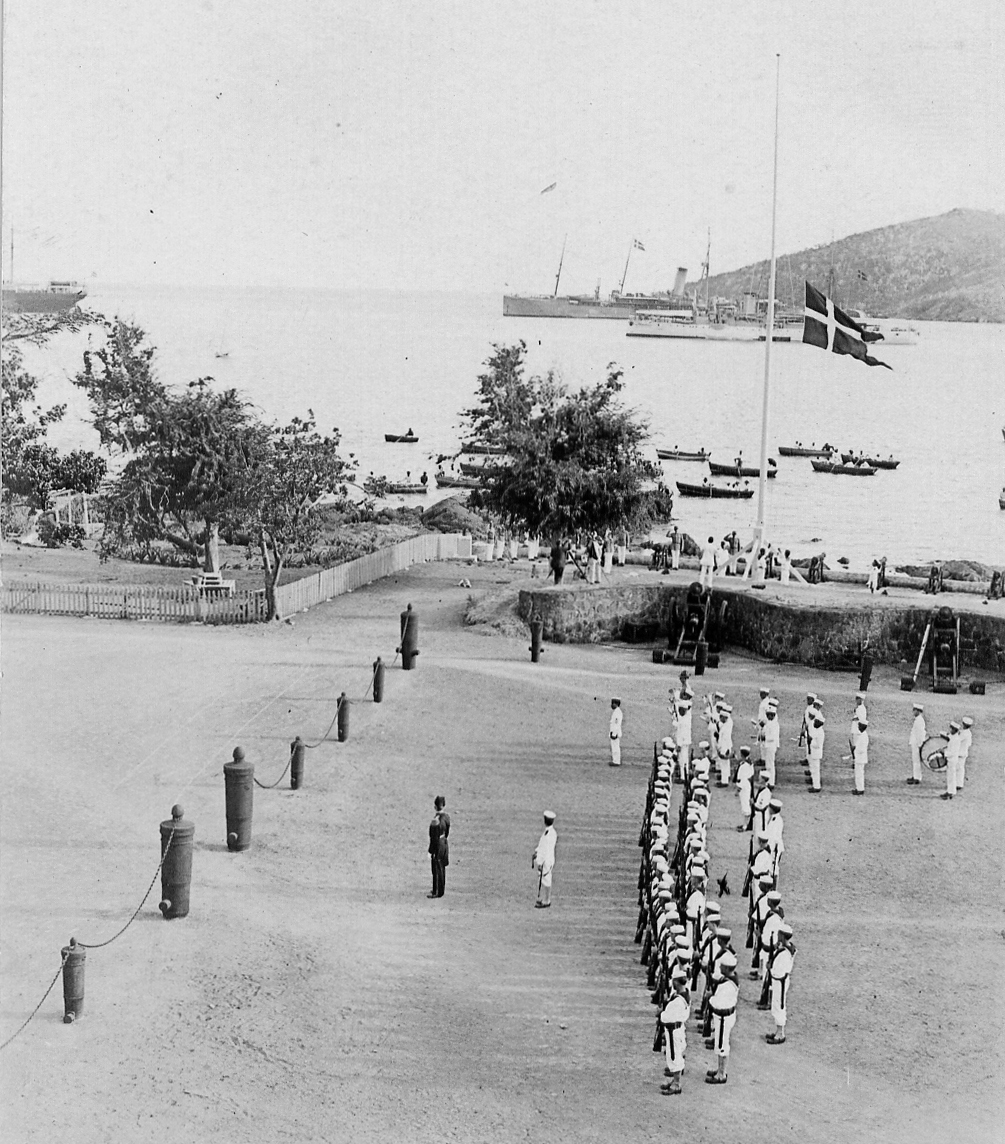
Dannebrog being lowered at the Governor's Mansion for the last time (31 March 1917)

يوم الانتقال هو يوم عطلة تحتفل به جزر العذراء الأمريكية في 31 مارس ويوافق يوم توقيع الاتفاقية عام 1917 والتي تقضي بانتقال جزر العذراء الأمريكية من الدنمارك إلى الولايات المتحدة الأمريكية.وكانت الجزر مملوكة في البداية من قبل دول أوروبية مختلفة، وستكون تحت الجزيرة الوحيدة السيطرة على الدنمارك في 1754. كان من الممكن أن يكون يوم النقل قبل ذلك بسنوات، ولكن بسبب بناء وتمويل قناة بنما، مجلس الشيوخ الأمريكي المفاوضات المرفوضة. بعد نقص الأموال من الحرب والغزو الألماني المحتمل على الدنمارك، رأى كلا الجانبين أن البورصة مفيدة للطرفين. يتم الاحتفال بيوم النقل الآن بطرق متنوعة في الجزر المختلفة بما في ذلك المسيرات والحفلات وإعادة تمثيل يوم النقل الأصلي نفسه.

## السيطرة الدنماركية
تم استغلال جزر العذراء الأمريكية من قبل العديد من البلدان الأوروبية بعد أن اكتشف كريستوفر كولومبوس الجزر في عام 1493 ، وهي أرض لم تكن معروفة من قبل للشرق. كانت جزر فيرجن والسكان الأصليين عرضة للعوامل الخارجية السلبية للإمبريالية والاستعمار. احتل عدد من الدول الأوروبية جزر فيرجن بما في ذلك فرنسا وبريطانيا وإسبانيا، والأهم من الدنمارك. في حين استغلت جميع البلدان المذكورة السادس في شكل ما، كان للدانمارك التأثير الأكبر بسبب سيطرتها على الجزر. بعد اكتساب السيطرة الكاملة على الجزر في 1754 ، تم شراؤها من شركة West Indian الدنماركية بدأ الدنماركيون في استغلال الأرض من خلال إنشاء صناعة للسكر. كما استخدمت صناعة السكر هذه العمل بالسخرة لزيادة الإنتاج. عندما أصبحت صناعة السكر أقل ربحية، «استمرت جزر الهند الغربية الدنماركية طوال القرن التاسع عشر في التمتع بازدهار تجاري كميناء حر ومحطة للفحم في أيام السفن الشراعية والبخار المجذاف.» 